# Monster Mash (2024)
Monster Mash ist ein US-amerikanischer Horrorfilm aus dem Jahr 2024 von Jose Prendes, der auch das Drehbuch verfasste. In der Hauptrolle ist Michael Madsen zu sehen. Der Film wurde von The Asylum produziert.

## Handlung
Dr. Victor Frankenstein lebt seit vielen Jahren zurückgezogen in seinem Schloss Candlewood Castle. In den dortigen Katakomben arbeitet er an einem Serum, dass ewiges Leben gewährt. Er selber ist nämlich der Meinung, dass ihn bald das Zeitliche segnet. Ihm treu zur Seite steht ihm das Monster Boris, der als Handlanger fungiert. Dr. Frankenstein kommt während seiner Forschungen zu dem Entschluss, dass zu einem erfolgreichen Serum noch drei essenzielle Zutaten fehlen. Das wäre zu einem das Blut vom Grafen Dracula. Dieser ist laut Dr. Frankenstein bereits mehrere Jahrhunderte am Leben und ernährt sich lediglich von Blut, sodass er kombiniert, dass der Vampir seine Macht aus dessen eigenem Blut rührt. Dieser hat sich aber im Laufe der Zeit mit mehreren vampirischen Untertanen umgeben, sodass es schwer ist, an ihm dran zu kommen. Daher lässt Dr. Frankenstein Draculas Tochter Elisabeth von Boris entführen, um den Vampir aus dessen Schloss zu locken.
Dracula sucht die Hexe Mila Severine auf und bittet sie um Hilfe. Diese kommt über ein Medium auf die Antwort, dass Dr. Frankenstein hinter der Entführung steckt. Eine weitere wichtige Zutat sieht dieser im Herzen des ehemaligen Pharaos Ramesses, dessen Herz auch nach mehreren tausenden Jahren in seinem mumifizierten Körper schlägt. Außerdem braucht er ein Stück Haut des Unsichtbaren. Als letzte Zutat will er an die starken, selbstheilenden Fähigkeiten der Werwölfe. Um diese vier Zutaten für sein Serum zu erhalten, ist ihm jedes Mittel recht. Allerdings werden die drei schon bald auf die Machenschaften des Wissenschaftlers aufmerksam und beschließen, sich gegen ihn zu verbünden, um dem Tod zu entgehen. Das Problem ist, dass es schwelenden Ressentiments und Feindschaften zu überwinden gibt.

## Hintergrund
Erik Celso Mann stellt das sogenannte „Frankensteins Monster“ dar. Der Name Boris rührt daher, da der britische Schauspieler Boris Karloff in den 1930er bis 1940er Jahren in einigen Filmen Frankensteins Monster darstellte, unter anderen in Frankensteins Braut.
In den USA erschien der Film am 29. März 2024 auf Tubi als Video-on-Demand. In Deutschland startete der Film am 28. Februar 2025 im Videoverleih.

## Rezeption
Peter 'Witchfinder' Hopkins ist in seiner Filmreview auf Horror Screams Video Vault der Meinung, dass die Schauspielerei „natürlich hammy“ sei, allerdings der Film über die üblichen Mängel hinaus „für ein lustiges Mitternachts-Screening“ tauge.
Jim Morazzini zieht in seiner Filmkritik auf Voice from the Balcony die Bilanz, dass der Film insgesamt besser sei als Dracula – The Original Living Vampire aus dem Jahr 2022, der ebenfalls von The Asylum produziert wurde. Da die eigentlich bösartigen Dracula, der Werwolf und die weiteren „Monster“ als die Guten oder Anti-Helden präsentiert werden, sieht er Parallelen zum Film Van Helsing mit Hugh Jackman. Die gezeigten Szenen und die Sounds erachtet er nicht als kindertauglich. Einige Szenen empfindet er als zu dunkel. Die CGI-Effekte, unter anderen als sich Dr. Frankenstein verwandelt oder Dracula in seiner Fledermaus-Form, kritisiert er scharf. Final vergibt er drei von fünf Sternen.
Auf Culture Crypt erhielt der Film eine Wertung von 50. Im Popcornmeter, der Zuschauerwertung auf Rotten Tomatoes, hat der Film bei weniger als 50 Abstimmungen eine Wertung von 64 %. In der Internet Movie Database hat der Film bei knapp 400 Stimmabgaben eine Wertung von 3,6 von 10,0 möglichen Sternen (Stand: März 2025).